# Feketefejű bülbül
A feketefejű bülbül (Pycnonotus atriceps) a madarak osztályának verébalakúak (Passeriformes) rendjébe, a bülbülfélék (Pycnonotidae) családjába tartozó faj.
A magyar név forrással nincs megerősítve, lehet, hogy az angol név tükörfordítása (Black-headed Bulbul).

## Előfordulása
Ázsiában Banglades, a Fülöp-szigetek, India, Indonézia, Kambodzsa, Laosz, Malajzia, Mianmar, Kína, Thaiföld és Vietnám területén honos.

## Alfajai
- Pycnonotus atriceps atriceps (Temminck, 1822) – kelet-Banglades, északkelet-India, Mianmar, dél-Kína, dél-Thaiföld, délnyugat-Kambodzsa, dél-Laosz, dél-Vietnám, Maláj-félsziget, Nagy-Szunda-szigetek, nyugat-Fülöp-szigetek;
- Pycnonotus atriceps baweanus (Finsch, 1901) – Bawean-sziget (Jávától északra);
- Pycnonotus atriceps hodiernus (Bangs & J. L. Peters, 1927) – Maratua-sziget (Borneótól keletre);
- Pycnonotus atriceps hyperemnus (Oberholser, 1912) – Szumátrától nyugatra eső szigetek;
- Pycnonotus atriceps fuscoflavescens (Hume, 1873) – Andamán- és Nikobár-szigetek (egyes rendszerezők külön fajnak tekintik, Pycnonotus fuscoflavescens névvel).

## Megjelenése
Testhossza 18 centiméter.